# 篠田麻里子
篠田麻里子（日语：／ Shinoda Mariko；1986年3月11日—），日本女藝人，身高168公分，福岡縣出身。女子偶像團體AKB48初期成員「神七」之一，在籍期間由於多從事模特兒外務以及身材高挑，個人服裝品味較好，與小嶋陽菜 ，板野友美共稱為AKB的時尚領軍。因所屬事務所SOMEDAY破產，2024年12月11日她宣佈成為自由身藝人。

## 經歷
註：其他團體成績詳見「AKB48歷史」條目

### 入行緣由
篠田於小學五年級時來到東京，在原宿被星探發掘，但由於離家鄉福岡較遠，遭到了家人反對，因而打消進入演藝圈的念頭。
2005年，篠田參加AKB48的第一期生創團徵選，但落選，於是在同年12月AKB48開始展開活動時，開始在AKB48劇場門口附屬的咖啡廳擔任店員，並時常受到歌迷的詢問注意（同期的店員中，亦包括其後入團的大堀惠）。之後，因AKB高層會進行當天劇場表演的觀眾喜愛度投票，以便得知成員人氣和表演優缺點，但收到的問卷中，竟多次出現「篠田麻里子」這個非台上表演成員之名字。當時AKB催生者兼總製作人秋元康為了回應歌迷的要求，親自至咖啡廳詢問篠田，「是否能在四天之內將12首歌曲歌詞及舞步練熟？若可以，就讓妳成為AKB正式成員」。

### 進入藝能界
2006年1月22日，篠田以Team A成員身分於晚間公演初次登台演出，因起步較晚，為異例的「1.5期生」，並與高橋南、前田敦子、板野友美、小嶋陽菜和峯岸南等第1期的成員一起進行活動。因AKB初創團，當時仍屬地下偶像性質，加上亦未主流出道（獨立製作），因此到劇場觀賞表演的觀眾並不多，台下經常不到10人。10月，隨著單曲《想見你》發行，篠田成為選拔成員的一員並正式出道。同時，在廣告「3R救地球」中亦初步引起了話題。2007年9月，正式成為SOMEDAY經紀公司的一員。12月，以AKB48的身分初次登上了日本跨年節目第58回NHK紅白歌合戰的舞台，但當時AKB48並未真正走紅，因配合紅白歌合戰的「秋葉原企劃」而登台，表演僅一分多鐘。
2008年，篠田開始進行正規的個人活動，時常在雜誌上登場。7月，發售第一本個人寫真集，也是AKB48成員中第一位發行個人寫真集者，同月初次體驗舞台劇。10月時成為時尚雜誌《MORE》的專屬模特兒，以個人身分開始在演藝圈中活躍，同時期，AKB發行單曲《大聲鑽石》，篠田為隊伍前列的主要演唱成員，知名度與注目度開始大增。2009年7月8日，AKB舉行「AKB48第一屆人氣總選舉」，篠田獲得第三名，此亦為「元神七」之由來，篠田成為AKB初期固定的主要表演成員之一，並成為團內最年長成員，與同隊的高橋南、小嶋陽菜、前田敦子和板野友美並列為Team A的王牌。
2010年1月，成为《專業馬》的常规演出者。4月，更換唱片公司後的第一張精選輯《神曲集》發行，獲週榜和月榜銷量第1位。同時也是出道5年來第一張奪冠的專輯，首週銷量29.5萬張即打破了女子團體自早安少女組。第4張專輯《一起走吧！》 以來，長達8年無專輯初動銷量超過25萬張的紀錄。5月26日，篠田擔任主要演唱成員之一的第16張單曲《馬尾與髮圈》發行，亦打破了女子組合銷售50萬張唱片長達9年5個月的紀錄。6月9日，篠田在「AKB48第二屆人氣總選舉」中再度獲得第三名。7月2日，第三本寫真集《麻里子》發售，發售量突破7萬本。
2011年1月17日，篠田參與富士電視台月九《教我愛的一切》的演出，並客串電影《狗狗心事2》。3月31日，NHK冠名的《麻里子さまのおりこうさま!》首播，並於6月9日的「AKB48第三屆人氣總選舉」中獲得第4名，人氣穩固。9月20日，篠田於「AKB48第24張單曲選拔猜拳大會」獲得優勝的第1名。
2012年6月6日，AKB48第四屆人氣總選舉拿下第5名。8月24日 - 在東京巨蛋演唱會《AKB48 in TOKYO DOME ～1830m的夢想～》第一場，因原Team A隊長高橋南被委任AKB集團總監督，篠田接任高橋，成為Team A隊長。9月18日在「AKB48第29張單曲選拔猜拳大會」優勝，進入選抜組，連續兩屆單曲選拔猜拳大會成為選抜成員。12月2日，成立個人設計品牌ricori，並成為日本年度廣告代言總數榜第一位，共20家代言（2011年、2013年亦居第二位）。
2013年6月8日，在「AKB48第五屆人氣總選舉」拿下第5名，至此所有人氣總選舉皆為前5名，篠田並當場宣布將於AKB五大巨蛋巡迴演唱會中的7月福岡雅虎巨蛋演唱會中畢業。7月7日，舉辦最後一次握手會，同月21日，於福岡雅虎巨蛋演唱會正式畢業。7月22日，舉行畢業公演 。
2014年6月，成為新Team Surprise的成員。7月15日，個人品牌ricori宣布關店。
2015年，演出園子溫執導的電影《真實魔鬼遊戲》。
12月6日，於東京皇家王子大飯店花園塔會議廳參加AKB48劇場十周年慶祝活動，並與前田敦子、大島優子、板野友美等前成員及現任成員一起參與演出。12月8日，於AKB48劇場參加AKB48劇場十周年慶祝活動，並與前田敦子、大島優子、板野友美等前成員及現任成員一起參與演出。同月，AKB官方公布篠田將參加AKB48第43首單曲（後公布名為《你就是旋律》）的演唱，預定2016年3月9日發行。
2019年2月20日在個人收費Fan Club 公布在2月16日已經與圈外人士「高橋勇太」遞交結婚申請，消息經透露後，引起日本演藝圈各界祝福。2月21日透過社交媒體Instagram （页面存档备份，存于） 公布，成為神七中第二位結婚的成員。由於聲明中提及到交往0日，在第一次2人單獨食晚時就被求婚，在日本引起熱議，「玄米婚」亦成為當日的熱門搜尋。
2022年末，被爆出軌醜聞，篠田被踢爆婚內瘋狂出軌，不僅用預測月經的APP紀錄外遇性行為的日期，丈夫還親眼目睹她與外遇對象調情的對話。
2023年3月23日，与丈夫发表联名声明宣布离婚。
2024年1月播出的新劇《不離婚的男人》，藝術犧牲飾演有裸體性愛戲份的不倫女主角，令網民大為雀躍及稱是其的「本格演出」（因她曾被爆出不倫醜聞而離婚）。

## 人物

### 喜好特徵
- 特技是空氣陶笛。原本是在《AKBINGO!》中披露、之後在歌迷間已經成為公認的篠田的特技。
- 非常喜歡吃咖哩飯。養了兩隻叫「（Pacha）」和「（Mushu）」的狗。中學期間打了六年網球。
- 喜歡的AKB48歌曲是《Maybe是藉口》。喜歡睡覺，馬上就能入睡。喜歡的男性類型是「有氣場的人」、「無法預計行動，調皮的人」。喜歡的理想型藝人是韓國男子團體BIGBANG的隊長G-DRAGON[16]。
- 喜歡設計服裝而且有被公認為一流的時尚品味，曾說過「奇怪的穿著設計一下就可以變成時尚流行」。因此，經常被其他成員討衣服，而自己也會把不穿的衣服送給其他成員。
- 父亲是海上保安官。

### AKB相關
- AKB48唯一一位1.5期生。原本在AKB48劇場附屬咖啡廳擔任服務生的篠田加入時期介於1期生和2期生之間，嚴格來說為1.5期生。但大部分時候都被歸納於第1期生。第一期生徵選落選的篠田其後表示，「不想一事無成的回家鄉，於是在門口的劇場咖啡廳打工。在門口每天看著眼前的AKB48劇場，僅幾步之遙，卻不能上台表演，很難熬」。
- AKB選拔次數30次，第一屆總選舉排名：第3名、第二屆總選舉排名：第3名、第三屆總選舉排名：第4名、第四屆總選舉排名：第5名、第五屆總選舉排名：第5名。與大島優子、板野友美、高橋南、小嶋陽菜、渡邊麻友和前田敦子為AKB48的「元神七」（因一開始台下觀眾只有七人，亦指人氣總選舉前七位，故得此名稱）。
- 與AKB48成員峯岸南、SKE48成員松井珠理奈、AKB48前成員前田敦子、板野友美、小嶋陽菜、高橋南、奧真奈美 、大島優子、渡邊志穗以及SDN48（2012年解散）成員佐藤由加理、野呂佳代關係良好，其中小嶋陽菜更是篠田自認所有朋友中最好的朋友。
- 北原里英、高城亞樹、佐藤堇等人都是“篠田推”，視其為最尊敬的前輩。島崎遙香在節目《AKBINGO!》上提及自己是“篠田推”，非常憧憬篠田。
- 因演出電視劇《教我愛的一切》與主演的戶田惠梨香結識並成為好友。

## 音樂作品

### AKB48参加曲

#### 單曲CD選抜曲
- 裙襬飄飄
- 想見你
- 制服真礙事
- 曾不屑一顧的愛情
- BINGO!
- 我的太陽
- 浪漫、不需要
- 櫻花的花瓣們2008
- Baby! Baby! Baby!
- 大聲鑽石
- 10年櫻
- 驚喜之淚!
- Maybe是藉口
- RIVER
- 櫻花印記
  - 真假搖滾
- 馬尾與髮圈
- 無限重播
  - Lucky Seven
  - 蔬菜姊妹　-　蔬菜姊妹名義
- Beginner
- 機會的順序（這個樂曲沒參加）
  - 預約的聖誕節
  - 與胡桃對話 - Team A名義
- 變成櫻花樹
- 為了誰 -What can I do for someone?-
- Everyday、髮箍
  - 現在開始 Wonderland
  - 鬥魂
- 飛翔入手
  - 青春在不覺間逝去
  - 冰淇淋之吻
- 風正在吹
- 崇尚麻里子
  - 耶誕夜
  - 鄰人不受傷 - Team A名義
- GIVE ME FIVE!
  - 甜與苦 - セレクション6名義
- 仲夏的Sounds good！
  - 給我吧、達令！
- 格子花紋
  - 夢之河
- UZA
  - 孤獨的星空
- 永遠的壓力
- So long !
  - Ruby
- 再見自由式
  - 活下去
- 戀愛的幸運餅乾
  - 不是因為眼淚 - 畢業曲
- 你就是旋律 - 畢業生名義

#### 分組參加曲
teamA 1st Stage「PARTY开始了」公演
1. 接吻不行唷

teamA 2nd Stage「想见你」公演
1. 淚之湘南
2. 從背後緊緊相擁
3. 里約的革命

teamA 3rd Stage「为了谁」公演
1. Bird
2. 制服真礙事

teamA 4th Stage「正在恋爱中」公演
1. 歸鄉

向日葵组 1st Stage「我的太阳」公演
1. 向日葵

向日葵组 2nd Stage「不要让梦想死去」公演
1. Confession

teamA 5th Stage「恋愛禁止条例」公演
1. 盛夏的聖誕玫瑰

THEATER G-ROSSO 「不要讓夢想死去」公演
1. Confession

※大堀惠、米澤瑠美和小森美果的替補
teamA 6th Stage「目擊者」公演
1. 仙人掌與淘金熱

## 戲劇作品

### 電視劇
- 《LOVE GAME（日语：LOVE GAME）》第11話（2009年7月2日，日本電視台）- 飾演 流香
- 《婦產科的女醫生》（2009年10月14日 - 12月9日，日本電視台）- 飾演 戶田
- 《馬路須加學園》（2010年1月8日 - 3月26日，東京電視台）- 飾演 サド
- 《教我愛的一切》（2011年1月 - 3月，富士電視台）- 飾演 東堂沙也加
- 《福岡戀愛白書6〜兩個Love Story〜（日语：福岡恋愛白書）》作品02『花火の架け橋』（2011年2月12日，KBC電視台）- 飾演 河野久美子（主演）
- 《來自櫻花的信 ～AKB48 各自的畢業故事～》（2011年2月26日 - 3月6日，日本電視台）- 飾演 篠田麻里子
- 《馬路須加學園2》（2011年4月15日，東京電視台）- 飾演 サド
- 《Kurumi洋品店（日语：くるみ洋品店）》（2011年7月1日 - 7月29日，LISMO Channel）- 飾演 くるみ（主演）
- 《海上诊疗所》第2話（2013年10月21日）- 饰演 立花薫
- 《WONDA×AKB48 短篇故事 幸運餅乾（日语：WONDA×AKB48 ショートストーリー「フォーチュンクッキー」#第3話 獨立）》（2013年7月7日）- 飾演 須藤絵里子
- 《家族狩獵》（2014年7月4日 - 9月5日，TBS電視台）- 飾演 石倉真弓
- NHK SP NEXT WORLD 我們的未来（NHK）- 飾演 智能模型
  - 第3回「人間のパワーはどこまで高められるのか」（2015年1月24日）
  - 第5回「人間のフロンティアはどこまで広がるのか」（2015年2月8日）
- 《五つ星ツーリスト〜最高の旅、ご案内します!!〜》最終話（2015年3月26日，讀賣電視台）- 飾演 日暮美園
- 《臨場之女 搜査檢事 雨音香》（2016年1月23日，朝日電視台）- 飾演 本條櫻
- 《警視廳搜查一課9係》season11 第4話（2016年4月27日）- 飾演 高見沢美咲
- 水曜Mystery 9特別企画 《鎖 女刑事 音道貴子》（2016年7月6日，東京電視台）- 飾演 平嶋真紀
- 《ON 異常犯罪搜査官・藤堂比奈子》 第1話（2016年7月12日，關西電視台・富士電視台）- 飾演 鈴木仁美
- 《房仲女王》 第8話 (2016年8月31日，日本電視台) - 飾演 前原茜
- 《腦內智慧型手機人類》(2017年7月6日-  9月14日，日本電視台）- 飾演 栗山五月
- 《水戸黄門》（2017年10月4日 - 12月6日，TBS電視台）- 飾演 詩乃
- 《後妻業》（2019年1月22日 - 3月19日，富士電視台）- 飾演 三好繭美
- 《花予野獸～Second Season～》（2019年3月23日 - 4月20日，dTV）- 飾演 北島瑞希
- 《Mistresses～女人們的秘密》（2019年4月19日 - 6月21日，NHK電視台）- 飾演 須藤玲
- 《水戸黄門2》（2019年5月19日 - 8月11日，TBS電視台）- 飾演 詩乃
- 《從鷹到麻里子〜棒球和我都有“倒退”》（2019年7月17日 - （不定期放送），RKB每日放送） - 飾演 篠田麻里子
- 《BS笑點 製造笑點的男人立川談志》（2022年1月2日，BS日テレ） - 飾演 妻子・則子
- 《Close Tail~偵探教室〜》（2022年4月9日 - 5月28日，東海電視台・富士電視台） - 飾演 堀之内純子
- 《警視廳強行犯係 樋口顯 Season2》 第2話（2022年7月25日，東京電視台） - 生駒花蓮
- 《不離婚的男人》（2024年1月20日 - ，朝日電視台） - 飾演 女主角 岡谷綾香
- 《潛入兄妹 特殊詐欺特命搜査官》（2024年11月23日-12月14日，日本電視台） - 飾演 信濃夢
- 《警視廳強行犯係 樋口顯 -遠火-》 （2024年11月25日-，東京電視台） - 飾演 生駒花蓮

### 舞台劇
- THE☆どツボッ!!(2008年7月18日 - 27日、東京芸術劇場)
- カックラキン大劇場（2010年8月6日 - 10日、中日劇場）
- 真田十勇士（2016年9月11日 - 10月3日、新国立劇場中劇場 / 10月8日 - 10日、KAAT神奈川芸術劇場 / 10月14日 - 23日、兵庫県立芸術文化センター KOBELCO 大ホール） - 火垂 役
- BIOHAZARD THE Experience（2017年2月10日 - 26日、Zeppブルーシアター六本木 / 3月4日・5日、新神戸オリエンタル劇場） - エビハラ 役
- アンフェアな月（2018年2月22日 - 3月4日、天王洲銀河劇場） - 主演・雪平夏見 役
- 笑う巨塔（2018年3月29日 - 4月8日、東京グローブ座 / 4月13日 - 4月15日、ウインクあいち 大ホール / 4月17日 - 4月22日、兵庫県立芸術文化センター 阪急中ホール）

### 電影
- 狗狗心事2（2011年1月22日）「愛犬家をたずねて。〜おりこう〜」篇 須藤さん
- 紙兎ロペ 「回覧板編」 （2011年10月）- アキラ先輩の姉（動畫配音）
- 菜鳥薪鮮人（日语：サラリーマンNEO#劇場版）（2011年11月3日） - 「NEOビール社」櫃台小姐マオ
- Girl basara（日语：ギャルバサラ -戦国時代は圏外です-）（2011年11月26日公開） - 寧々
- 鐘點戰 （2012年2月17日公開） - 日語版配音・Sylvia Weis
- 櫻蘭高校男公關部（2012年3月17日） - ミシェル・江梨華・モナール
- 紙兎ロペ つか、夏休みラスイチってマジっすか!? （2012年5月12日）- アキラ先輩の姉（動畫配音）
- 真實魔鬼遊戲（2015年7月11日）- ケイコ
- 火星異種（2016年4月29日）- 大迫空衣[17]
- RE:BORN (映画) (2018年8月12日) - ニュート

## 電視節目

### 綜藝節目
- AKBINGO!(2008年10月1日 - 不定期演出、日本電視台)
- PON!（2010年3月31日 - 、日本電視台） - 星期三固定班底
- AKB和××!（2010年7月13日・9月28日・12月23日、讀賣電視台）
- 麻里子さまのおりこうさま!（2011年4月6日 - 2014年3月16日、・NHK教育頻道・NHK綜合頻道） - 與愛犬一起演出

過去演出過的節目
- 三竹占い1時間SP(2006年6月28日、朝日電視台)
- 三竹占いしがらみコーナー(2006年7月19日、朝日電視台)
- ファイテンションデパート(2007年1月15日 - 3月26日、東京電視台、BS JAPAN)
- パンキンランダ(2007年9月14日 -　、GyaO他・ダブルウィング制作)
- 第58回NHK紅白歌合戰(2007年12月31日、NHK綜合・NHK-BShi) - AKB48として紅白初出場。
- AKB1時59分!(2008年1月24日 - 3月27日、日本電視台)
- ラリーKING(2008年3月1日、日本電視台)
- AKB0時59分!(2008年4月7日 - 5月26日・6月30日 - 9月29日、日本電視台)
- 週末のシンデレラ 世界!弾丸トラベラー(2008年6月21日、日本電視台)
- AKB48神TV(2008年7月13日・27日・9月28日、ファミリー劇場)
- 24時間テレビ31「愛は地球を救う」 『誓い～一番大切な約束』(2008年8月31日、日本電視台)
- プライスバラエティナンボDEなんぼ(2008年9月27日・10月4日、關西電視台)
- なるトモ!(2008年10月7日、讀賣電視台)
- クイズ!紳助くん(2008年10月27日、朝日放送)
- 南パラZ!(2008年11月14日、関西テレビ)
- ゴールドハウス(2008年10月18日 - 11月15日、富士電視台)
- おもいッきりDON! 1155(2009年5月13日、日本電視台)
- 1億人の大質問!?笑ってコラえて!(2009年5月13日、日本電視台)
- SHIBUYA DEEP A(2009年5月15日、NHK-BS2)
- 爆笑レッドカーペット(2009年5月16日、富士電視台)
- 世界一受けたい授業(2009年6月27日、日本電視台)

ゲーム開発バラエティ「それいけ☆にゃーランド!!」 2009年9月26日
- ジャイケルマクソン(2008年10月22日 - 2010年12月22日 、毎日放送)
- うまプロ!（2010年1月9日 - 2012年、富士電視台） - レギュラー
- メ～テレライブ BOMBER-E(2007年4月24日 - 2012年、名古屋電視台) - 番組MC
- ノブナガ(レギュラー)(2009年6月 - 、中部日本放送)
- アナザースカイ(2008年10月31日 - 、日本電視台) - 月1回ペースでワールドリポーター
- 週刊AKB(2009年7月10日 - 2012年11月30日，不定期演出、東京電視台)
- 火曜曲！（2012年4月24日 - 2013年7月16日，不定期演出、TBS）
- 真的假的（2012年5月11日 - 2013年2月8日，不定期演出、日本電視台）

## 廣播節目
- 本谷有希子のオールナイトニッポン(2006年2月24日、ニッポン放送)
- カウントダウン・ジャパン(2006年5月13日・6月24日・7月29日・12月16日・2007年3月3日・7月18日、TOKYO FM)
- AKB48のよんぱちアフター(2006年4月28日・5月5日・12日・19日・26日・7月28日・9月29日、TOKYO FM)
- AKIBA青春物語 featuring AKB48(2006年9月18日、bayfm)
- 南海來一塊糖果ズ 山里亮太のヤンピース フライデースペシャル(2006年10月6日・11月3日、ニッポン放送)
- Good morning garage 「AKB48 with GMG48」(2006年10月25日、InterFM)
- ON8(2006年10月26日・11月6日・11月27日・2008年6月2日、bayfm)
- Any Music presents よんぱち～WEEKEND PREMIUM～(2006年10月27日、TOKYO FM)
- 東貴博のヤンピース(2006年10月30日・11月2日、ニッポン放送)
- AKB48 今夜は帰らない…(2007年4月7日 - 9月29日、CBCラジオ)
- AKB48 明日までもうちょっと。(2007年10月15日・22日・12月24日・2008年1月7日・2月11日・18日・25日・3月10日・24日・5月19日・6月9日・8月11日・18日・9月1日・8日・29日・12月8日・15日・2009年4月6日・13日・20日・27日・7月13日・20日、文化放送)
- DoCoMo 秋元康のMature Style(2008年7月13日、TOKYO FM)
- Holiday Special bayfm meets AKB48 3rd Stage～REAL～(2008年9月15日、bayfm)
- AKB48と申します(2008年12月29日、TBSラジオ)
- 週刊プレイボーイpresents 篠田麻里子と愉快な仲間たち（2010年12月4日 - 、KBCラジオ）

## 廣告代言
- 公共広告機構(現：ACジャパン)「3Rで地球を救おう」(2006年、NHK共同キャンペーン)
- リクルート「ハナサク・プロジェクト AKB48篇」(2008年)
- So-net光「緊急設定室」篇 (2009年)
- ホーユー『rexy』（2011年2月26日 - ）
- 淀川製鋼所『ヨド物置 エスモ』（2012年2月1日 - ）
- 中京競馬場 行くね篇（2012年2月 - ）
- 中京競馬場 來ました篇（2012年2月 - ）
- ACE 『プロテカラグーナライト』（2012年3月9日 - ）
- 福岡市可愛区長（2012年8月29日 - 2013年2月19日） - 首任

## 網路限定
- 脳のアンチエイジング「クイズ2:1」(2007年2月1日 - 14日・15日 - 28日、OCN)
- Yahoo ライブトーク(2008年1月8日、Yahoo! JAPAN)
- ～ニューシングル「大声ダイヤモンド」リリース但是…AKB48公開説教部屋　秋元康が物申す!～(2008年10月23日、Yahoo! JAPAN、AmebaStudio)
- au LISMO Channel(Video) 連続オリジナルドラマ 「くるみ洋品店」（2011年7月1日 - 7月29日、全5回） - 主演：糸井くるみ

## 個人活動
- アゲる!Popteen祭り(2008年8月9日、代代木体育館)
- 星球大戰動畫：複製人戰爭特別試写会(2008年8月11日、中野サンプラザホール) - 運営手伝い
- AKB48 汐留夏ライブ「今回は0じ59ふんから始まりません」2nd stage(2008年8月16日、日テレプラザ)
- キャラホビ2008 SUNSHINE SAKAE出展ブース「AKB48×SKE48」(2008年8月30日、幕張展覽館国際展示場)
- 秋葉原エンタまつり「大声ダイヤモンド發售記念 AKB48 Special Live @ UDX」(2008年10月25日、秋葉原UDX)
- 大堀めしべ最後の聖戦!～ハグはめしべを救う!～(2008年11月15日、秋葉原アソビットMVホール)
- CBC GREEN LIVE(2009年3月21日、CBCホール)

## 書籍

### 雜誌
- MORE（2008年11月號（2008年9月27日） - 、集英社） - 專屬模特兒
- バーチャルウォーカー(2008年3月18日發售、角川クロスメディア)
- スコラ 2008年5月号(2008年3月25日發售、スコラマガジン)
- KING 2008年5月号(2008年4月12日發售、講談社)

『AKB48 in the office 振り返ると、そこにプロの男たちがいた!』・シチズン時計編
- UP to boy Vol.185・186(2008年4月23日・6月23日發售、ワニブックス)
- ビッグコミックスピリッツ No.31(2008年6月30日發售、小学館)- 巻頭グラビア
- Famima.comマガジン 9月号(2008年8月配付、ファミマ・ドット・コム) - 『もっと! AKB48 vol.5』
- ダ・ヴィンチ 3月号(2009年2月6日發售、メディアファクトリー)

### 寫真集
- AKB48 ヴィジュアルブック2008 featuring team A(2008年3月18日發售、東京ニュース通信社)
- 写真集「Pendulum」(2008年7月15日發售、ワニブックス)
- 2nd写真集「SUPER MARIKO」(2009年5月27日發售、ワニブックス)
- 3rd写真集(2010年7月2日、集英社)
- 『IQUEEN Vol.10 篠田麻里子』（2012年7月27日、PLUP SERIES）
- 4th写真集「Yes and No Mariko Shinoda」（2012年11月28日、集英社、編集：MORE編集部）

### MOOK
- MARIKO MAGAZINE（2011年10月28日、集英社、編集：MORE編集部）ISBN 978-4081021307

## DVD
- ファーストDVD「Pendulum MOVIE」(2008年9月25日發售、ワニブックス)

## 外部連結
- （日語）Mariko Shinoda.net （页面存档备份，存于）
- （日語） Diary （页面存档备份，存于）
- 篠田麻里子的X（前Twitter）
- 篠田麻里子的Instagram帳戶